# HARUKA (CYBERJAPAN)
HARUKA（はるか、1996年5月2日 - ）は、CYBERJAPAN DANCERS所属のダンサー、グラビアアイドル。大阪府出身。
CYBERJAPAN DANCERSには、2017年3月にCYBERJAPANのイベント『BIKINI NIGHT』に参加してから1年6か月の最長のトライアル期間を経て2018年9月に加入した。2022年現在では、CYBERJAPAN DANCERSの中心メンバーの1人として報じられている。
グラビアアイドルとしては、集英社の賞レース「グラジャパ!アワード2019」で写真集部門を受賞している。

## 人物
- 4歳から12年間器械体操をしていた[5]。
- 普通自動車運転免許や普通自動二輪車免許に加え、全国医療事務協会医療事務検定1級、医療秘書技能検定3級、ビジネス能力検定ジョブパス2級、硬筆書写技能検定2級、日本コンピュータ能力教育協議会3級など多くの資格を有する[2]。
- 「バズーカ乳」と称されるFカップのバストを維持するため、「重力には常に逆らう」との心持ちで1日1回は三点倒立や壁倒立を実行する[5]ほか、毎朝目が覚めた直後にはベッドの上でプランクとヒップの筋トレを行っている[6]。

## 活動

### 写真集
- はるか（2021年7月2日、扶桑社、ISBN 978-4-59-408837-8）

### デジタル写真集
- HARUKAはバズーカ（2019年3月25日、集英社）[7]

### テレビ出演
- 水曜日のダウンタウン（2020年11月4日放送、TBS）

- 相席食堂（2022年8月2日放送、朝日放送テレビ）[8]

- SASUKE（2024年12月25日放送、TBS）

- KUNOICHI（2025年1月13日放送、TBS）